# (4936) Butakov
(4936) Butakov – planetoida z grupy pasa głównego asteroid okrążająca Słońce w ciągu 3 lat i 160 dni w średniej odległości 2,28 j.a. Została odkryta 22 października 1985 roku. Przed nadaniem nazwy planetoida nosiła oznaczenie tymczasowe (4936) 1985 UY4.